# داریوش جانسون-اودوم
داریوش جانسون-اودوم (انگلیسی: Darius Johnson-Odom؛ زادهٔ ۲۸ سپتامبر ۱۹۸۹) بازیکن بسکتبال اهل ایالات متحده آمریکا است.
از باشگاه‌هایی که در آن بازی کرده‌است می‌توان به فیلادلفیا سونتی‌سیکسرز و لس آنجلس لیکرز اشاره کرد.